# عصفور كستنائي
عصفور كستنائي (الاسم العلمي: Passer eminibey) (بالإنجليزية: Chestnut Sparrow)‏ هو نوع من الطيور يتبع جنس العصفور من فصيلة عصافير العالم القديم.